# John Aubrey (6e baronnet)
John Aubrey, 6e baronnet (4 juin 1739 - 14 mars 1826) est un homme politique conservateur britannique.

## Biographie
Baptisé à Boarstall dans le Buckinghamshire le 2 juillet 1739, il est le fils de Thomas Aubrey, 5e baronnet et de Martha Carter. Il fait ses études à la Westminster School et à Christ Church, à Oxford, où il obtient son diplôme de docteur en droit civil en 1763. Il est Lord de l'Amirauté en 1782 et lord du trésor de 1783 à 1789.
Entre 1768 et 1774 et entre 1780 et 1784, il est député de Wallingford. Il est ensuite député d'Aylesbury de 1774 à 1780, du Buckinghamshire de 1784 à 1790 et de Clitheroe de 1790 à 1796. Il est également député d'Aldeburgh de 1796 à 1812, de Steyning de 1812 à 1820 et de Horsham de 1820 à 1826, devenant par la suite le père de la Chambre de 1815 à 1826. Il est décédé à Dorton House dans le Buckinghamshire et est enterré à Boarstall. Son neveu Thomas Aubrey lui succède.
Le 9 mars 1771, il épouse Mary Colebrooke, fille de James Colebrooke, 1er baronnet et le 26 mai 1783, se remarie à Martha Catherine Carter, fille de George Richard Carter. Il a un fils de sa première femme et une fille illégitime.